# اچ‌ام‌اس آمفیون (۱۸۸۳)
اچ‌ام‌اس آمفیون (۱۸۸۳) (به انگلیسی: HMS Amphion (1883)) یک کشتی بود که طول آن ۳۰۰ فوت (۹۱ متر) between perpendiculars. بود. این کشتی در سال ۱۸۸۳ ساخته شد.